# James Delaney (tennis)
 (août 2025).
Si vous disposez d'ouvrages ou d'articles de référence ou si vous connaissez des sites web de qualité traitant du thème abordé ici, merci de compléter l'article en donnant les références utiles à sa vérifiabilité et en les liant à la section « Notes et références ».
Pour les articles homonymes, voir Delaney.
James Delaney, dit Jim Delaney, né le 12 mars 1953 à Newton (Massachusetts), est ancien joueur de tennis américain.
Il est le frère ainé de Chris Delaney, également joueur de tennis.

## Palmarès

### Finale en simple messieurs
| No | Date       | Nom et lieu du tournoi                   | Catégorie | Dotation  | Surface    | Vainqueur     | Score              |  |
| -- | ---------- | ---------------------------------------- | --------- | --------- | ---------- | ------------- | ------------------ |  |
| 1  | 18-10-1976 | Tournoi de tennis Sydney Indoors, Sydney |           | 125 000 $ | Dur (int.) | Geoff Masters | 4-6, 6-3, 7-6, 6-3 |  |

### Titre en double messieurs
| No | Date       | Nom et lieu du tournoi | Catégorie  | Dotation | Surface      | Partenaire    | Finalistes                 | Score    |  |
| -- | ---------- | ---------------------- | ---------- | -------- | ------------ | ------------- | -------------------------- | -------- |  |
| 1  | 19-11-1979 | Indian Open Bombay     | Grand Prix | 75 000 $ | Terre (ext.) | Chris Delaney | Thomas Furst Wolfgang Popp | 7-6, 6-2 |  |

### Finales en double messieurs
| No | Date       | Nom et lieu du tournoi                     | Catégorie       | Dotation | Surface    | Vainqueurs                 | Partenaire      | Score         |  |
| -- | ---------- | ------------------------------------------ | --------------- | -------- | ---------- | -------------------------- | --------------- | ------------- |  |
| 1  | 29-07-1974 | Tournoi de tennis de Cincinnati Cincinnati | GP World Series | 30 000 $ | Dur (ext.) | Dick Dell Sherwood Stewart | John Whitlinger | 4-6, 7-6, 6-2 |  |
| 2  | 29-09-1981 | Island Holidays Pro Tennis Maui            | Grand Prix      | 50 000 $ | Dur (ext.) | Tony Graham Matt Mitchell  | John Alexander  | 6-3, 3-6, 7-6 |  |